# Diecezja Polokwane
Diecezja Polokwane – diecezja Kościoła rzymskokatolickiego w Republice Południowej Afryki, w metropolii Pretorii. Powstała w 1910 roku jako prefektura apostolska Transwalu Północnego. W 1939 została oddana w zarząd zakonowi benedyktynów jako opactwo terytorialne pod nazwą Pietersburg, od miasta będącego jego głównym ośrodkiem. W 1988 opactwo zostało przekształcone w diecezję. W 2005 miasto Pietersburg zmieniło nazwę na Polokwane. Władze kościelne usankcjonowały to w 2009 roku, zmieniając nazwę diecezji na obecną. 